# Wilhelm Rescher
Wilhelm („Willi“) Rescher (* 1. März 1911 in Forst (Lausitz); † 25. September 1983 in Potsdam) war ein deutscher Politiker (KPD/SED). Er war von 1957 bis 1961 Oberbürgermeister von Potsdam.

## Leben
Rescher wurde als Sohn einer Lausitzer Arbeiterfamilie geboren. Er begann eine kaufmännische Lehre, musste diese jedoch abbrechen. Anschließend arbeitete er als ungelernter Arbeiter in der Textilindustrie und in der Landwirtschaft. 1925 trat er dem Kommunistischen Jugendverband Deutschlands (KJVD) bei. 1932 wurde er Mitglied der Kommunistischen Partei Deutschlands (KPD) und war von 1931 bis 1933 Mitglied der Unterbezirksleitung des KJVD in Forst.
Nach der „Machtergreifung“ der Nationalsozialisten schloss sich Rescher dem kommunistischen Widerstand an und wurde bereits im Februar 1933 im KZ Sonnenburg inhaftiert. Nach seiner Entlassung aus der „Schutzhaft“ im Oktober 1933 war er bis 1936 wiederum im Widerstand der KPD aktiv, unter anderem war er als Kurier nach Prag tätig. Im Januar 1936 emigrierte er in die Tschechoslowakei. Er wurde – nachdem deutsche Truppen die Tschechoslowakei besetzt hatten – 1939 in Prag erneut verhaftet. Er kam im Februar 1940 in das Untersuchungsgefängnis Berlin-Moabit und wurde im Februar 1941 vom Volksgerichtshof zu sieben Jahren Zuchthaus verurteilt. Bis zu seiner Befreiung durch die Rote Armee im April 1945 war er im Zuchthaus Brandenburg-Görden inhaftiert.
Nach seiner Befreiung 1945 war er in verschiedensten Funktionen im Staats- und Parteiapparat der SBZ bzw. der DDR tätig. Seit 1946 Mitglied der SED war er 1949 Erster Sekretär der SED-Kreisleitung Calau und bis 1951 Parteisekretär in Forst und Senftenberg. Von 1951 bis 1952 fungierte er als Erster Vorsitzender des Rates des Kreises Osthavelland. Von 1952 bis 1957 war er als Nachfolger von Paula Gürth Bürgermeister in Luckenwalde und ab Dezember 1957 bis September 1961 schließlich Oberbürgermeister von Potsdam.

## Auszeichnungen
- Vaterländischer Verdienstorden in Bronze (1959), in Silber (1971)[1] und in Gold (1976)[2]
- Ehrenspange zum Vaterländischen Verdienstorden in Gold (1981)[3]